# Xian de Tunliu
Le xian de Tunliu (屯留县 ; pinyin : Túnliú Xiàn) est un district administratif de la province du Shanxi en Chine. Il est placé sous la juridiction de la ville-préfecture de Changzhi.

## Démographie
La population du district était de 241 747 habitants en 1999.